# Лусакн
Лусакн (арм. Լուսակն) — село в Арагацотнской области Армении.

## География
Село расположено в юго-западной части марза, на расстоянии 61 километра к западу от города Аштарак, административного центра области. Абсолютная высота — 1120 метров над уровнем моря.
Климат
Климат характеризуется как умеренно холодный, влажный (Dfb в классификации климатов Кёппена). Среднегодовая температура воздуха составляет 9,6 °C. Средняя температура самого холодного месяца (января) составляет −5,5 °С, самого жаркого месяца (июля) — 22,7 °С. Расчётная многолетняя норма атмосферных осадков — 360 мм. Наибольшее количество осадков выпадает в мае (62 мм).

## Население
| Год переписи | Население          | Население          | Население          | Население            | Население            | Население            |
| Год переписи | Наличное население | Наличное население | Наличное население | Постоянное население | Постоянное население | Постоянное население |
| Год переписи | Всего              | Мужчины            | Женщины            | Всего                | Мужчины              | Женщины              |
| ------------ | ------------------ | ------------------ | ------------------ | -------------------- | -------------------- | -------------------- |
| 2001         | 149                | 81                 | 68                 | 198                  | 105                  | 93                   |
| 2011         | 158                | 81                 | 77                 | 170                  | 89                   | 81                   |